# Новошкотска фунта
Новошкотска фунта (енгл. Nova Scotian pound), фунта је била валута Нове Шкотске до 1860. године. Била је подељена на 20 шилинга, сваки од 12 пенија. Био је еквивалентан британској фунти и замењен је новошкотским доларом 1860. године  по курсу од 5 долара = 1 фунта (1 долар = 4 шилинга), иако су кованице и новчанице у доларској валути издате тек 1861. године.

## Жетони
Поред британских кованица (новчићи од фунте стерлинга), 1823. и 1856. године издавани су бакарни жетони у апоенима од ½ и 1 пенија.

## Новчанице
Покрајинска влада је 1812. године увела благајничке записе у апоенима од 1, 2½, 5 и 50 фунти. Између 1813. и 1830. године издаване су новчанице од 1, 2 и 5 фунти. Новчанице од 5 и 10 шилинга додате су 1830. Заједно са трезорским записима, две чартериране банке издале су папирни новац у Новој Шкотској, „Банка Нове Шкотске” и „Банкарска компанија Халифакс”. Банкарска компанија Халифакс издавала је новчанице од 1825. године, у апоенима од 1½, 5, 6, 6½ и 7 фунти, док је Банка Нове Шкотске почела да издаје новчанице од 1834. године, са апоенима од 1½, 2, 2½, 6, ¼ 7, 7½ и 10 фунти.